# União das Freguesias de Trofa, Segadães e Lamas do Vouga
União das Freguesias de Trofa, Segadães e Lamas do Vouga, kurz Trofa, Segadães e Lamas do Vouga, ist eine Gemeinde (Freguesia) der portugiesischen Stadt Águeda.
Die Gemeinde entstand am 29. September 2013 im Zuge der administrativen Neuordnung in Portugal aus dem Zusammenschluss der Gemeinden Trofa, Segadães und Lamas do Vouga. Sitz wurde Trofa.
Auf einer Fläche von 16,07 km² leben 4.633 Einwohner (Stand: 30. Juni 2011).